# Моторные виды спорта
Моторные виды спорта — объединённый термин, используемый для обозначения группы спортивных соревнований в которых используются моторизованные транспортные средства, которые в основном соревнуются на скорость как на специализированных трассах, так и по бездорожью. Эта терминология также используется для описания форм соревнований на двухколесных транспортных средствах. В мотогонках могут использоваться как серийные но модифицированные под гонки мото машины, так и специально разработанные для гонок, выпущены в единичных вариантах, гонки проводятся как на специализированных трассах, так и по бездорожью. Так же к данной терминологии относятся соревнования на самолётах и водно-моторных видах техники.
Соревнования по автоспорту, в том числе на машинах с открытыми колесами, во всем мире регламентируются — Международной автомобильной федерацией (FIA). Гоночные серии на мотоциклах, мотоциклах с коляской (сайдкарах), квадроциклах и снегоходах регламентируются — Международной мотоциклетной федерацией (FIM). Водно-моторные виды гоночных серий регламентируются — Международным союзом водно-моторного спорта (UIM), а воздушные виды спорта, включая авиационные гонки и гонки дронов регламентируются Международной авиационной федерацией (FAI). Существует также множество соревнований, которые проводятся другими организациями без участия всемирных или национальных федераций.

## История
В 1894 году французская газета организовала гонку из Парижа в Руан и обратно, организовав гонку из города в город.
В 1900 году был учрежден Кубок Гордона Беннетта.
Гонки на замкнутых кольцевых трассах возникли, поскольку гонки на шоссейных трассах общего пользования были запрещены.
Бруклендс был первым специализированным автодромом в Соединенном Королевстве.
После Первой мировой войны европейские страны организовали гонки Гран-При на закрытых трассах, а в Соединенных Штатах стали популярными гонки по грунтовым дорогам.
После Второй мировой войны европейская трасса гонки Гран-При стала более специализированной и обустроенной, а в Соединенных Штатах появились и стали популярными Гонки на серийных автомобилях и Дрэг-рейсинг.
Мотор-спорт в конечном счете стал разделяться по типам техники (автомобилям, мотоциклам, катерам, самолётам и т. д.), появился регламент тех или иных гоночных соревнований и организаций их контролирующих.

## Гоночные моторные соревнования
В гоночных моторных соревнованиях участники соревнуются на скорость прохождения трассы.

### Автогонки
См. также Автоспорт

#### Гонки на автомобилях с открытыми колёсами
См. также Гонки формульного типа
См. также Автомобиль с открытыми колёсами

##### Формула-1

Логотип «Формулы-1»

Формула-1 (англ. Formula One) — высший класс гонок на автомобилях с открытыми колёсами, санкционированный Международной автомобильной федерацией (FIA).
Чемпионат мира Формулы-1 проводится каждый год и состоит из отдельных Гран-при, или этапов. В конце года выявляется победитель чемпионата. Организатором чемпионата является Международная автомобильная федерация (FIA).
В Формуле-1 соревнуются как отдельные пилоты, так и команды. Пилоты соревнуются за титул чемпиона мира, а команды — за Кубок конструкторов.

##### Формула-E

Логотип «Формулы-E»

Формула-E (официально ABB FIA Formula E Championship) — класс автогонок, в которых используются электромобили с открытыми колёсами, главный турнир — чемпионат ФИА Формула-E. Класс основан в 2012 году и санкционирован международной автомобильной федерацией, целью его создания стало стремление создать лабораторию для исследований и разработки электрических транспортных средств, помогающую ускорить популяризацию электромобилей, а также выступающую в качестве двигателя инноваций и развития в сочетании с технологиями и духом автоспорта.
Дебютный сезон чемпионата стартовал 13 сентября 2014 года с гонки в Пекине. Победителем гонки стал Лукас ди Грасси после того, как лидировавшие Николя Прост и Ник Хайдфельд столкнулись в последнем повороте на последнем круге.

##### Чемпионат серии W

Логотип «Серии W»

Серия W — это полностью женский формульный чемпионат. Первый сезон гоночной Серии W состоялся в 2019 году; в нём приняли участие двадцать спортсменок участвовавших в шести этапах. Серия пользуется поддержкой ряда видных представителей автоспортивного сообщества, включая бывшего гонщика Формулы-1 Дэвида Култхарда и гоночного инженера Адриана Ньюи.
Серия W была публично запущена 10 октября 2018 года. Чемпионат создан специально для женщин-пилотов, поскольку ни одной из представительниц этого пола за всю историю Формулы-1 не удалось всерьёз закрепиться в чемпионате мира в качестве боевого пилота. Лучшими достижениями женщин-автогонщиц в формульном спорте считаются победа Дезире Уилсон на этапе британского чемпионата Формулы-1 «Аврора» в 1980 году и шестое место Леллы Ломбарди в Гран-при Испании 1975 года чемпионата мира Формулы-1, единственный случай в истории, когда женщина-пилот смогла набрать очки (пол-очка) в зачёт этого турнира.

##### Другие формульные серии
Также существуют заокеанские серии, различные младшие серии, а также гонки поддержки. К ним относятся IndyCar, ФИА Формула-2, ФИА Формула-3, различные национальные чемпионаты серии Формула-4 и другие.
Множество чемпионатов были упразднены, к ним относятся Формула-2, Формула-3, Champ Car, различные национальные чемпионаты серии Формула-3000, а также не менее престижный чем Формула-1 — А1 Гран-при чемпионат ориентировавшийся на соревнование именно наций, а не гонщиков или команд и другие.

#### Гонки на автомобилях с закрытыми колёсами
Гонки на автомобилях с закрытыми колесами — это набор классов транспортных средств, где колеса в основном заключены внутри кузова транспортного средства, подобно классическому "серийному автомобилю".
См. также Кузовные автогонки
См. также Гонки серийных автомобилей

##### WRC

Логотип «WRC»

Чемпионат мира по ралли (англ. World Rally Championship, WRC) — раллийная серия, проводимая Международной автомобильной федерацией (FIA) с 1973 года. Пришёл на смену Международному чемпионату по ралли для производителей, проводившемуся в 1970—1972 годах. Подготовка к сезону начинается за несколько месяцев до старта первого этапа. Управляющий орган FIA (Международная Автомобильная Федерация) одобряет маршруты, стадии и заключительный порядок всех этапов ралли по всему миру и вручает копии регламента участникам.
Автомобили в WRC не соревнуются непосредственно друг с другом. Главным определяющим победителя фактором является время. Автомобили в ралли стартуют по очереди с интервалом 2 минуты согласно установленному таймеру с которого и фиксируется время прохождения участка. Если экипажи не сталкиваются с серьёзными неисправностями, то они редко встречаются друг с другом на трассе. После завершения всех спец участков, водитель, потративший наименьшее время в сумме, является победителем.

##### NASCAR

Логотип «NASCAR»

Национальная Ассоциация гонок серийных автомобилей (англ. National Association of Stock Car Auto Racing) — частное предприятие, занимающееся организацией автомобильных гонок и сопутствующей деятельностью. Учреждено Биллом Франсем-старшим в 1947—1948 годах в Соединенных Штатах Америки, и до сих пор находится в собственности семьи Франц.
Сток-кары носят имена серийных автомобилей, однако не похожи на них даже внешне. В основе автомобилей лежит трубчатая стальная рама. Заводы (сейчас это — Ford, Chevrolet и Toyota) поставляют командам только блоки цилиндров, и некоторые другие детали — все остальное, включая каркас и внешнюю металлическую обшивку, команды строят сами.

##### Другие автогоночные серии
Так же существуют другие различные серии и классификации гонок, в том числе классификации (выше описанных). К ним относятся DTM, кубок серии NASCAR, Xfinity Series, NASCAR Gander RV & Outdoors Truck Series и другие.
Как и в гонках с открытыми колёсами множество чемпионатов были упразднены, к ним относятся Чемпионат мира по гонкам на спорткарах, Чемпионат мира FIA GT1, Международный чемпионат по ралли для производителей и другие.

### Мотогонки

#### Гонки на мотоциклах
См. также Мотоциклетный спорт
См. также Мото гонки

##### MotoGP

Логотип «MotoGP»

Чемпионат мира по мотогонкам Гран-при, также MotoGP (англ. Grand Prix MotoGP™ World Championship) — главное престижное соревнование по шоссейно-кольцевым мотогонкам на гоночных мотоциклах. В настоящее время чемпионат разделен на четыре класса: Moto Grand Prix, Moto2, Moto3 и MotoE. Первые три класса используют четырехтактные двигатели, в то время как класс MotoE электрические двигатели. В гоночных сериях используют специальные мотоциклы-прототипы, которые отсутствуют в свободной продаже и не разрешены к эксплуатации на дорогах общего пользования.
Чемпионат впервые был организован в 1949 году Международной мотоциклетной федерацией (англ. Fédération Internationale de Motocyclisme (FIM)) и состоял из четырех классов: 500 см³, 350 см³, 250 см³ и 125 см³.

###### MotoE

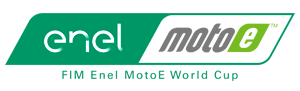
Логотип «MotoE»

MotoE, официально (FIM Enel MotoE World Championship) — это класс мотогонок, который с 2019 по 2022 использовались электрические мотоциклы Energica Ego производства компании Energica Motor Company, с 2023 используется мотоцикл Ducati V21L производства Ducati. Серия санкционирована Международной мотоциклетной федерацией (FIM), Первый сезон прошёл 2019 году в качестве гонки поддержки MotoGP на пяти европейских трассах, гонки проходил в течение 6 раундов с июля по декабрь 2019 года. Первым чемпионом по мотогонкам на электромотоциклах стал итальянский гонщик Маттео Феррари. Старт сезона изначально планировался на май, но его пришлось отложить из за пожара на тесте в Хересе в марте, где были уничтожены вся гоночная техника.

##### WSBK

Логотип «WorldSBK»

Чемпионат мира по Супербайку (также известный как SBK, World Superbike, WSB, WSBK или WorldSBK) — это серия мотоспортивных дорожных гонок для модифицированных серийных мотоциклов, также известных как Супербайк. Чемпионат был основан в 1988 году. Чемпионат мира по Супербайку состоит из серии раундов, проводимых на постоянных гоночных объектах. Каждый раунд состоит из двух полноценных гонок, а с 2019 года проводится дополнительная спринтерская гонка на десять кругов, известная как гонка Superpole. Результаты всех трех гонок объединяются, чтобы определить два ежегодных Чемпионата Мира, один для гонщиков и один для производителей.

##### Другие мотогоночные серии
Так же существуют другие различные серии и классификации мотогонок. К ним относятся Спидвей, Мотокросс, Супермото, Мототриал и другие.

### Водно-моторный спорт
См. также Водно-моторный спорт

#### F1H2O
Водно-моторная Формула-1 (англ. Formula One UIM World Championship) — класс гоночных судов, название чемпионата мира по соревнованию на водно-моторной технике класса «Формула-1».
История «Формулы-1» на воде начинается с 1962 года, когда инженеры-гонщики австриец Дитер Шульц (Dieter Schulze) (умер 20 февраля 2012 года), а затем итальянец Анджело Молинари (Angelo Molinari) построили независимо друг от друга первые спортивные катамараны. Однако сам чемпионат в классе «Формула-1» стал официально проводиться только с 1981 года, после утверждения на пленуме Международным союзом водно-моторного спорта в Монте-Карло названия «Формула-1 Н2О».
«Формула-1» на воде, как и на суше, является результатом наивысших инженерных достижений в технике и спорте. Для получения высоких показателей используются новейшие и дорогие материалы. Сами лодки построены по принципу «туннельного катамарана». Корпуса готовятся специализированными фирмами, двигатели двухтактные, стандартные от одного поставщика — Mercury Marine.

#### Другие гонки на воде
Так же существуют другие классификации гоночных соревнование проводимых на воде. К ним относятся Парусный спорт и Гонки катеров на воздушной подушке.
На олимпийских играх 1908 года в водно-моторном спорте были разыграны три комплекта наград — в открытом классе, классе 6,5-8 м и до 18 м. Во всех гонках в финале смог финишировать только один экипаж, и поэтому серебряные и бронзовые медаль разыграны не были.

### Аэрогонки
См. также Авиационный спорт
См. также Аэрогонки

#### Формула-1 аэрогонки
См. также Формула-1 Аэрогонки
Формула-1 Air Racing — авиаспортивные гонки, которые включают в себя небольшие самолеты с двигателями объемом до 200 кубов. Гонщики могут развивать скорость свыше 200 миль в час. Воздушные гонки Формулы-1 санкционированы Международной авиационной федерацией. Спецификация Формулы-1 была впервые предложена в 1936 году как "гонки на малолитражных самолётах. Спецификация 190 кубов была установлена в 1946 году, а первые вылеты прошли в 1947 году. Некоторые самолеты 1930-х годов, такие как Честер Джип и Loose Special, были модернизированы меньшими двигателями, чтобы успешнее конкурировать. С появлением двигателя Continental O-200 в 1968 году, максимальный объем двигателя был увеличен до 200 кубов. Самолет должен иметь минимальную площадь крыла 66 квадратных футов (6,1 м2) и вес пустого самолета не менее 500 фунтов (227 кг.). Самолет также должен иметь неподвижное шасси и винт фиксированного шага. Гонщики соревнуются на овальном поле протяженностью 3,19 мили (5,13 км).

##### Кубок мира Формулы 1 аэрогонки
Кубок мира Формула-1 (англ. Air Race 1 World Cup) — соревнования по аэрогонкам, проводимые с 2014 года. Используемые самолеты соответствуют категории Формулы-1.
Кубок мира Формула-1 — самый быстрый мотор-спорт на данный момент. Это захватывающее испытание навыка пилота в классе, известном как «Формула-1». 8 самолетов мчатся вместе прямо друг против друга на скорости 450 км/ч, на гоночной трассе всего 1,5 км от старта до финиша. Лучшие пилоты со всего мира соревнуются на крутом круге, всего в 10 метрах над землей.

Логотип «Air Race 1 World Cup»

В 2019 году было объявлено о создании аналогичного чемпионата с электрическими самолетами (Кубок мира Формуле-E) начиная с 2020 года. в сотрудничестве с Airbus и Ноттингемским университетом.

###### Кубок мира Формулы-E воздушные гонки
Кубок мира Формула-E (англ. Air Race E World Cup) — авиа соревнование по воздушным гонкам, первый чемпионат должен состоятся в 2020 году. Самолеты соответствуют категории Формулы-1, но с электродвигателями. Кубок мира Формула-E станет первым авиа чемпионат, в котором будут соревноваться электрические самолеты.

Логотип «Air Race E World Cup»

18 июня 2019 года на выставке в Ле-Бурже Airbus подтвердил участие четырех команд: двух американских (AllWays Air Racing и Blue-BETA Racing), голландской (Team NL) и британской (Condor)) на сезон 2020 года.

#### Red Bull Air Race
Red Bull Air Race World Championship (Чемпионат мира «Воздушная гонка» Red Bull) — спортивное соревнование по аэробатике, проводится компанией Red Bull GmbH. Соревнование проходит под эгидой Международной авиационной федерации (FAI), которая следит за порядком проведения всех этапов гонки, оказывает поддержку в обеспечении безопасности полётов, регистрирует рекорды и предоставляет специально изготовленные медали победителям чемпионата мира.
Корнями воздушные гонки уходят в США к первым стартам Формулы-1, однако, в отличие от соревнований, в которых важна прежде всего скорость, в авиа-слаломе необходимо иметь высокое мастерство. В гонке используются одни из наиболее лёгких, маневренных и управляемых самолётов из ныне существующих, однако ключевыми факторами, определяющими победителя Red Bull Air Race World Series, являются выдержка и мастерство пилотов.

## Все мотор-спортивные соревнования
- Автоспорт (включая ралли, кольцевые автогонки, автокросс, ралли-рейды, картинг и др.)
- Мотогонки (включая все чемпионаты и подсерии)
- Авиационный спорт
- Водно-моторный спорт
- Гонки на газонокосилках
- Дрон-рейсинг (включая все воздушные и наземные радиомодели)
- Гонки на снегоходах
- Гонки на грузовиках

## Не гоночные моторные соревнования
В не гоночных автоспортивные соревнованиях участники соревнуются не на скорость прохождения трассы, а, например, на прохождение поворотов (дрифт), преодоление препятствий (мототриал, джимхана), лучшее выполнение трюков (мотофристайл), прохождение трассы (тракторные гонки).

## Моторные виды спорта на олимпиаде
На летних Олимпийских играх 1900 года прошло несколько соревнований вне зачёта среди которых были и автогонки.
 На летних Олимпийские играх 1908 года в водно-моторном спорте были разыграны три комплекта наград — в открытом классе, классе 6,5-8 м и до 18 м. Во всех гонках в финале смог финишировать только один экипаж, и поэтому серебряные и бронзовые медаль разыграны не были.

### Комментарии
1. ↑  В водно-моторном спорте были разыграны три комплекта наград — в открытом классе, классе 6,5-8 м и до 18 м. Во всех гонках в финале смог финишировать только один экипаж, и поэтому серебряные и бронзовые медаль разыграны не были.